# Los Ausines
Los Ausines és un municipi de la província de Burgos a la comunitat autònoma de Castella i Lleó. Forma part de la comarca d'Alfoz de Burgos. Inclou els nuclis de San Juan, Quintanilla, Sopeña, Cubillo del César i San Quirce.

## Demografia
| 1991 |  | 1996 |  | 2001 |  | 2004 |  | 2007 |
| ---- |  | ---- |  | ---- |  | ---- |  | ---- |
| 121  |  | 140  |  | 135  |  | 136  |  | 142  |